# Максі Оєделе
Максиміліан Оєделе (пол. Maximillian Oyedele, нар. 7 листопада 2004, Солфорд, Англія) — польський футболіст нігерійського походження, півзахисник французького клубу «Страсбур» та національної збірної Польщі.

## Ігрова кар'єра

### Клубна
У 2012 році Максі Оєделе приєднався до клубної академії «Манчестер Юнайтед». Разом з юнацькою командою «МЮ» (U-18) в сезоні 2021/22 Оєделе виграв юнацький Кубок Англії. У лютому 2023 року Оєделе разом з двома партнерами по «МЮ» на правах оренди перейшов до клубу Національної ліги «Олтрінгем». За новою схемою, перебуваючи в оренді, Оєделе продовжив тренуватися з «МЮ» та разом з цим мав можливість проявити себе в дорослій команді. Після повернення з оренди футболіста внесли до основного складу на збори у Норвегії.
В січні 2024 року Оєделе знову був відданий в оренду до кінця сезону в клуб Ліги 2 «Форест Грін Роверз». Де футболіст провів чотири матчі.
В серпні 2024 року Оєделе підписав контракт з польською «Легією». 20 вересня у матчі проти «Погоні» півзахисник провів перший матч в чемпіонаті Польщі.

### Збірна
Максі Оєделе народився в Англії в родині нігерійца і польки і прийняв рішення на міжнародному рівні грати за Польщу. З 2022 року Масі виступав за юнацькі та молодіжну збірну Польщі.
В жовтні 2024 року футболіст отримав виклик до національної збірної Польщі на матчі Ліги націй. 12 жовтня у грі проти Португалії Оєделе дебютував у складі національної команди.

## Титули
Манчестер Юнайтед (U-18)
- Переможець Молодіжного Кубка Англії: 2021/22

Легія
- Володар Кубка Польщі: 2024/25
- Володар Суперкубка Польщі: 2025